# 核子攻擊
核子攻擊樂團(Nuclear Assault)是一個於1984年在美國紐約成立的鞭笞金屬團體，創團者為前炭疽熱樂團(Anthrax)貝斯手Dan Lilker。

## 樂團歷史
Dan Lilker因為嚴重的毒癮必須離開Anthrax，之後便找來也曾待過Anthrax的John Connelly成立了Nuclear Assault。在錄製了一張樣本唱片後，Dan Lilker因為跟別人玩票性質的組了S.O.D.，而使Nuclear Assault停擺。直到S.O.D.暫時結束後，Nuclear Assault才在1985年錄製第二張樣本唱片。1986年出了第一張專輯Game Over，除了John Connelly擔任主唱兼吉他手外，Anthony Bramante擔任主奏吉他手，Glen Evans司職鼓手。1988年出了第二張專輯Survive，此時樂團已慢慢打出名聲，除了在美國外，也在歐洲巡迴演出。1989年趁勝追擊，出了Handle with Care。此時樂團邁向巔峰，除了歐美的巡迴外，也到日本演唱。但接下來樂團內部問題開始產生。在錄製下一張專輯Out of Order時，John Connelly經常缺席，讓其他人完成唱片錄製的工作。在專輯發行後，成績也不如預期，Dan Lilker便決定離團，另組了Brutal Truth。而之後Anthony Bramante也離開，1993年樂團發行了專輯Something Wicked，於1995年解散。
在1997年五月四日Nuclear Assault舉辦了一場演唱會，但並沒有宣佈之後會有復出的計畫。直到2002年樂團才真正的復出，發行了一張現場演唱專輯Alive Again，並展開一連串的巡迴演出。2005年發表了重組後的新專輯Third World Genocide，之後於2008年再度解散。2010年樂團重啟活動，並於2011年參加了挪威的Metal Merchants嘉年華，下半年也作了零星的演出。

## 樂團成員

### 現任團員
- John Connelly - 主唱／吉他手
- Eric Burke - 吉他手
- Glenn Evans - 鼓手
- Dan Lilker - 貝斯手

### 前任團員
- Anthony Bramante (1986-1992, 2002) - 吉他手
- Dave DiPietro (1992-1993) - 吉他手
- Eric Paone (1997) - 吉他手
- Scott Harrington (2005-2008, 2011) - 吉他手
- Mike Bogush (1983-1985) - 吉他手
- Scott Duboys (1983-1985)- 鼓手
- Dave DiPietro (1993-1995) - 吉他手
- Scott Metaxas (1993-1995) - 貝斯手

## 作品

### 樣本唱片及EP
- 1984年－Demo
- 1985年－Live, Suffer, Die (Demo)
- 1986年－Brain Death（EP）
- 1987年－The Plague (EP)
- 1988年－Fight to be Free (EP)
- 1988年－Good Times Bad Times (EP)
- 2003年－Live (Promo-EP)

### 專輯
- 1986年－Game Over
- 1988年－Survive
- 1989年－Handle With Care
- 1991年－Out of Order
- 1993年－Something Wicked
- 2005年－Third World Genocide

### 現場專輯及精選專輯
- 1989年－Handle With Care - European Tour '89（VHS）
- 1991年－Radiation Sickness (VHS)
- 1992年－Live at the Hammersmith Odeon
- 1997年－Assault & Battery（精選）
- 2003年－Alive Again
- 2006年－Louder Harder Faster（DVD）

## 相關連結
- 官網 （页面存档备份，存于）
- Nuclear Assault的MySpace （页面存档备份，存于）